# Creole Love Call
Creole Love Call ist eine Ballade, die heute als eine typische Komposition von Duke Ellington gilt. Als Urheber eingetragen sind neben Ellington Bubber Miley und Rudy Jackson. Das Stück, das 1927 entstand, entwickelte sich zum Jazzstandard.

## Entstehungsgeschichte
Das getragene und gefühlvolle Stück entstand angeblich auf Anregung von Klarinettist Rudy Jackson, der Ellington während eines Gastspiels im New Brunswick Hotel einen Blues vorspielte und ihm vorschlug, diesen zu orchestrieren und mit seinem Orchester zu spielen. Ellington orchestrierte das Stück, gab ihm seinen Namen (der auf Rudolf Frimls Operettenhit Indian Love Call anspielt) und fügte einen ersten Teil des Themas ein, der von Trompeter Bubber Miley stammte.
Das spezifische Jungle Style-Arrangement des Stücks, das die Band den ganzen Sommer über gespielt hatte, wurde am 26. Oktober 1927 im Aufnahmestudio weiter verfeinert: Als die Ellington-Band sich warmspielte, summte die zur Session eingeladene Sängerin Adelaide Hall, die das Stück nicht kannte, eine Gegenmelodie. Ellington hörte das und forderte sie auf, diese Melodie zu singen. Zum ersten Mal wurde im Jazz eine Stimme nicht eingesetzt, um einen Text zu singen, sondern als obligate Instrumentalstimme. „Auf perfekte Art verkörpert dieser Track auch die Fähigkeit Ellingtons, die Spezifika seiner Musiker mit seinen Soundvorstellungen so zu verschmelzen, dass hinterher das Gesamtergebnis kaum noch auseinander zu dividieren ist.“
Der Teil, den Rudy Jackson zur Komposition beitrug, stammte eigentlich aus King Olivers „Camp Meetin’ Blues“. Das Oliver-Stück besteht wie auch das von Ellington aus zwei Hauptthemen; in Creole Love Call stammt nur der  Klarinettenpart aus Olivers Komposition. Gegenüber Ellington hatte Jackson diese Melodie als seine eigene Komposition ausgegeben. Nachdem Ellingtons Version erschienen war und King Oliver Rechtsansprüche geltend machte, feuerte Ellington Rudy Jackson wegen dieses Vorfalls; Oliver konnte seine Rechtsansprüche aber nicht durchsetzen, da er kein gültiges Copyright auf den „Camp Meetin’ Blues“ hielt.

## Entwicklung zum Jazzstandard
Der Creole Love Call wurde rasch auf der ganzen Welt bekannt. Der Song entwickelte sich zu einem Klassiker des Dixieland-Repertoires. Im Sommer 1933, auf dem Höhepunkt ihrer Karriere, übernahmen die Comedian Harmonists das Stück in ihr Programm. Earl Hines spielte das Stück 1971 in einer besonders gelungenen Version ein. Für den Modern Jazz erschloss Rahsaan Roland Kirk das Stück, das er 1967 fast im Alleingang aufnahm und beinahe „erotisch“ gestaltete. Mehrere Jahre später nahm auch Albert Mangelsdorff das Stück in sein Soloprogramm auf. Oliver Nelson spielte eine großformatige Fassung auf seinem Ellington-Tribut Black, Brown and Beautiful ein. Auch die in einer lässigen Spontaneität vorgetragene pianistische Soloversion von Ellis Marsalis geht „richtig zu Herzen“.